# Orectoderus longicollis
Orectoderus longicollis är en insektsart som beskrevs av Philip Reese Uhler 1895. Orectoderus longicollis ingår i släktet Orectoderus och familjen ängsskinnbaggar. Inga underarter finns listade i Catalogue of Life.